# District de Pelhřimov
Le district de Pelhřimov (en tchèque : okres Pelhřimov) est un des cinq districts de la région de Vysočina, en Tchéquie. Son chef-lieu est la ville de Pelhřimov.

## Liste des communes
Le district compte 120 communes, dont 9 ont le statut de ville (město, en gras) et 4 celui de bourg (městys, en italique) :
Pelhřimov -
Arneštovice -
Bácovice -
Bělá -
Bohdalín -
Bořetice -
Bořetín -
Božejov -
Bratřice -
Budíkov -
Buřenice -
Bystrá -
Čáslavsko -
Častrov -
Čejov -
Čelistná -
Černov -
Černovice -
Červená Řečice -
Cetoraz -
Chýstovice -
Chyšná -
Čížkov -
Dehtáře -
Dobrá Voda -
Dobrá Voda u Pacova -
Dubovice -
Důl -
Eš -
Hojanovice -
Hojovice -
Horní Cerekev -
Horní Rápotice -
Horní Ves -
Hořepník -
Hořice -
Humpolec -
Jankov -
Ježov -
Jiřice -
Kaliště -
Kámen -
Kamenice nad Lipou -
Kejžlice -
Koberovice -
Kojčice -
Komorovice -
Košetice -
Krasíkovice -
Křeč -
Křelovice -
Křešín -
Leskovice -
Lesná -
Lhota-Vlasenice -
Libkova Voda -
Lidmaň -
Litohošť -
Lukavec -
Martinice u Onšova -
Mezilesí -
Mezná -
Mladé Bříště -
Mnich -
Moraveč -
Mysletín -
Nová Buková -
Nová Cerekev -
Nový Rychnov -
Obrataň -
Olešná -
Ondřejov -
Onšov -
Pacov -
Pavlov -
Píšť -
Počátky -
Polesí -
Pošná -
Proseč -
Proseč pod Křemešníkem -
Putimov -
Rodinov -
Rovná -
Rynárec -
Řečice -
Salačova Lhota -
Samšín -
Sedlice -
Senožaty -
Staré Bříště -
Stojčín -
Střítež -
Střítež pod Křemešníkem -
Svépravice -
Syrov -
Těchobuz -
Těmice -
Ústrašín -
Útěchovice -
Útěchovice pod Stražištěm -
Útěchovičky -
Včelnička -
Velká Chyška -
Velký Rybník -
Veselá -
Věžná -
Vojslavice -
Vokov -
Vyklantice -
Vyskytná -
Vysoká Lhota -
Vystrkov -
Zachotín -
Zajíčkov -
Zhořec -
Zlátenka -
Želiv -
Žirov -
Žirovnice

## Principales communes
Population des principales communes du district au 1er janvier 2024 et évolution depuis le 1er janvier 2023 :
| Pelhřimov          | 16 420 | en stagnation   |
| Humpolec           | 11 447 | en augmentation |
| Pacov              | 4 749  | en augmentation |
| Kamenice nad Lipou | 3 723  | en stagnation   |
| Žirovnice          | 3 285  | en augmentation |
| Počátky            | 2 500  | en augmentation |
| Horní Cerekev      | 1 900  | en diminution   |
| Černovice          | 1 778  | en augmentation |
| Želiv              | 1 160  | en augmentation |
| Nová Cerekev       | 1 153  | en augmentation |